# 自由街28号
自由街28号（One Chase Manhattan Plaza），原称大通曼哈顿广场一号，是美國纽约市曼哈顿下城金融区的一栋银行摩天大楼，位于派恩街、自由街、拿骚街和威廉街交口。大楼建设施工于1961年完成。共有60层楼，其中5层为地下楼层，全楼高248米（813英尺），是纽约第15高、全美第43高、世界第200高的建筑。
2015年1月12日，复星地产今日宣布，作为纽约第一大通曼哈顿广场大楼全面重新定位计划的重要组成部分，该大楼即日起，将更名为“Liberty 28”。

## 延伸阅读
- Wilson, John D. . Boston, Mass: Harvard Business School Press. 1986. ISBN 978-0-87584-134-2.